# Augusti
Augusti är årets åttonde månad i den gregorianska kalendern och har 31 dagar. Den innehåller årets 213:e till 243:e dag (214:e till 244:e vid skottår). Namnet kommer av den romerske kejsaren Augustus och månaden kallas på latin Augustus i grundform och Augusti i samband med datum. I augusti har en större del av året gått, sommaren börjar lida mot sitt slut och det börjar bli mörkt tidigare om kvällarna. Traditionen med kräftskiva är en sensommartradition som firas av många. Något annat som särskiljer augusti är augustimånen.(månen omkring fullmåne i augusti). I slutet på augusti tar semesterperioden vanligen slut och folk återgår till skola och arbete. I augusti avtar också myggen samtidigt som de första gula löven dyker upp. Augusti brukar räknas som en tid för vandring, bärplockning och fiske. Renarna börjar vandra efter svamp och äter upp sig för vintern. Den första kalla natten brukar ofta komma i slutet under månaden.
I Sverige kallades månaden förr för skördemånad  (se gammelnordiska kalendern), och i Danmark för höstmåned.

## Det händer i augusti

### Högtider
- I Europa har många länder semester.
- Filippinerna firar 13–19 augusti i skolor och på teatrar nationella veckan för det filippinska språket.
- I USA innehåller augusti inga federala helgdagar.

### Sport

#### Fotboll
- I flera europeiska fotbollsligor stängs transferfönstret för spelarövergångar den 31 augusti.

#### Motorsport
- I Sturgis i delstaten South Dakota i USA hålls den 1938 startade motorcykeltävlingen "Sturgis Motorcycle Rally" den första hela veckan i augusti varje år.[3]

#### Ridsport
- Henriksdal Spring Tour, en fristående elittävling i banhoppning arrangeras under två veckoslut på Stall Henriksdal i Sjöbo i Sverige.

### Utbildning
- I Sverige (och resten av Norden) är augusti skolstartsmånaden; läsåret börjar efter sommarlovet normalt i slutet av augusti.

## Samband
- Augusti börjar på samma veckodag som februari om det är skottår, annars inte på samma dag som någon annan månad.
- Augusti på norra halvklotet har årstidsmässigt samma förhållanden som februari på södra halvklotet.